# پوبه، بنین
پوبه (به فرانسوی: Pobé) شهری در استان پلاتئو واقع در کشور بنین است که در سال ۱۹۹۲ میلادی ۲۳٬۴۲۷ نفر جمعیت داشته و جمعیت آن در سال ۲۰۰۵ میلادی به ۳۲٬۹۸۳ نفر رسیده‌است.